# Лисица (Жилина)
Лисица (слч. Lysica) насељено је мјесто са административним статусом сеоске општине (слч. obec) у округу Жилина, у Жилинском крају, Словачка Република.

## Становништво
| Година:    | 1994. | 2004.   | 2014.   | 2024.   |
| ---------- | ----- | ------- | ------- | ------- |
| Број људи: | 912   | 859     | 835     | 901     |
| Разлика:   |       | -5,81 % | -2,79 % | +7,90 % |

| Година:    | 2023. | 2024.   |
| ---------- | ----- | ------- |
| Број људи: | 893   | 901     |
| Разлика:   |       | +0,89 % |

Према подацима о броју становника из 2024. године насеље је имало 901 становника.